# Katha Upanishad

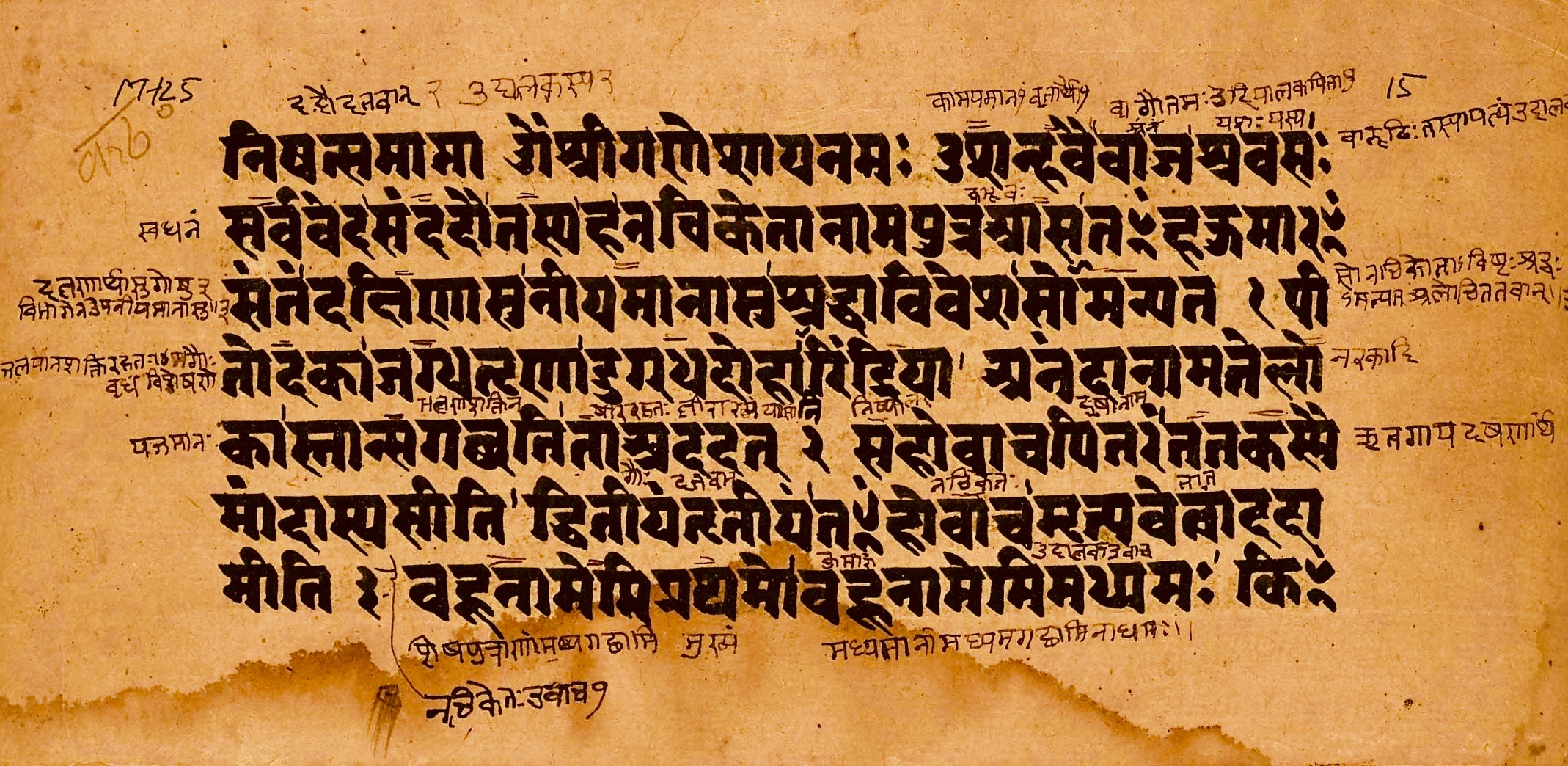
Une page de manuscrit montrant les versets 1.1.1 à 1.1.3 de la Katha Upanishad, Krishna Yajurveda (en sanskrit, écriture devanagari).

Kaṭha Upaniṣad ou Kaṭhopaniṣad est l'une des plus anciennes Upaniṣad majeures de l'hindouisme et appartient au groupe des douze Upaniṣad principales appelées Mukhya Upaniṣad. Celle-ci est associée au Yajur-Veda noir (Krishna Yajur-Veda). Le texte qui comprend deux sections, divisées chacune en trois "lianes" (valli) a été commenté par Ādi Śaṅkara. Sa partie principale raconte l'échange verbal d'un garçon, Nachiketas, avec le dieu de la mort, Yama, qui lui donne plusieurs clefs pour comprendre les imbrications entre l'âme d'un individu et le corps, ainsi que l'importance de la connaissance et du yoga. À propos de l'opposition entre un soi inactif et un monde actif, pour les distinguer, le texte (3--3-4) propose la comparaison avec un char : le soi est le voyageur, son corps le char, son intelligence (buddhi) le cocher, son mental (manas) les rênes, ses sens les chevaux, les objets des sens les régions dans lesquelles il peut voyager.